# Laurențiu Brănescu
Laurențiu Brănescu (n. 30 martie 1994, Râmnicu Vâlcea, România) este un fotbalist român, care joacă pe post de portar la Hibernians FC în Premier League (Malta). Pe plan internațional, are prezențe la națională pentru România Sub-17, România Sub-19 și România Sub-21.